# Diecezja Patti
Diecezja Patti – diecezja rzymskokatolicka we Włoszech. Powstała w 1157 z terenu diecezji Messyny.

## Lista ordynariuszy diecezjalnych
- św. Piotr Tomasz (1354-1359) karmelita
- Giacomo di Santa Lucia, O.F.M. (1480 - 1482)
- Giacomo Antonio Leofanti (1486 - 1494)
- Giovanni Marquet, O.P. (1494 - 1499)
- Miguel Figueroa (bishop) (1500 - 1517)
- Francisco de Urríes (Verreis) (1518 -  1534)
- Arnau Alberti (1534 -  1544)
- Girolamo Sigismondi (1545 - 1548)
- Bartolomé Sebastián de Aroitia (1549 - 1567)
- Antonio Rodríguez de Pazos y Figueroa (1568 - 1578)
- Gilberto Isfar y Corillas (1579 -  1600)
- Bonaventura Secusio, O.F.M. Obs. (1601 -  1605)
- Juan de Rada, O.F.M. (1606 -1609)
- Vincenzo Napoli (1609 - 1648)
- Louis Ridolfi (1649 - 1649)
- Luc Cochiglia (1651 - 1653)
- Luis Alfonso de Los Cameros (1654 -  1656)
- Simone Rau e Requesens (1658 - 1659)
- Ignazio d'Amico (1662 -  1666)
- Giovanni Antonio Geloso (1669 -  1669)
- Vincenzo Maffia, O.P. (1671 - 1674)
- Antonio Bighetti (1678 - 1678)
- Francesco Martinelli,  (1680 -  1681)
- Matteo Fazio, O.P. (1682 -  1692)
- Giuseppe Migliaccio (1693 -  1698)
- Francesco Girgenti,  (1699 - 1701)
- Ettore Algaria (1703 -  1713)
- Pietro Galletti (1723 - 1729)
- Giacomo Bonanno, (1734 -  1753)
- Giovanni Girolamo Gravina, (1753 - 1755)
- Carlo Mineo (1756 -  1771)
- Salvatore Pisani (1772 - 1781)
- Raimondo Moncada, (1782 - 1813)
- Silvestro Todaro, O.F.M. Conv. (1816 -  1821)
- Nicolò Gatto (1823 - 1831)
- Giuseppe Saitta (1833 -  1838)
- Martino Ursino (Orsino) (1844 - 1860)
- Michelangelo Celesia,  (1860 - 1871)
- Ignazio Carlo Vittore Papardo del Parco,  (1871 -  1874)
- Giuseppe Maria Maragioglio, O.F.M. Cap. (1875 -  1888)
- Giovanni Previtera (Privitera) (1888 - 1903)
- Francesco Maria Traina (1903 -  1911)
- Ferdinando Fiandaca (1912 -  1930)
- Antonio Mantiero (1931 -  1936)
- Angelo Ficarra (1936 -1957)
- Giuseppe Pullano (1957 -  1977)
- Carmelo Ferraro (1978 -  1988)
- Ignazio Zambito (1989 - 2017)
- Guglielmo Giombanco (od 2017)